# Parc national d'Ao Phang Nga
Pour les articles homonymes, voir Nga.
Le parc national d'Ao Phang Nga, en thaï อุทยานแห่งชาติอ่าวพังงา, est un parc national marin de Thaïlande situé dans la province de Phang Nga, dans le sud du pays.

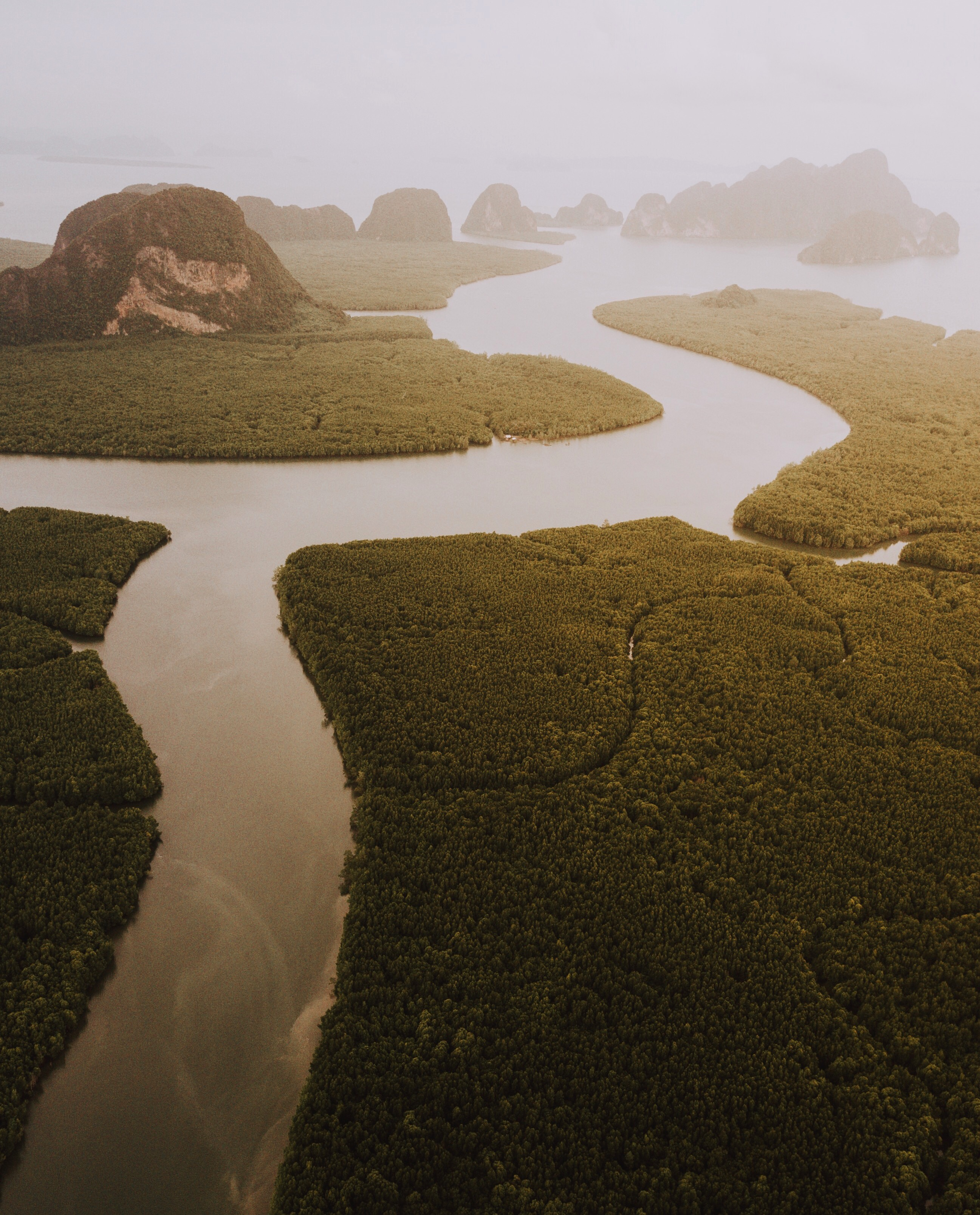
Rivières et forêt de mangrove au lever du soleil

Il a été créé en 1981 et il est de plus classé site Ramsar depuis le 14 août 2002.
Sa superficie est de 401 km2.
Il abrite une des forêts de mangrove parmi les plus grandes et les mieux préservées de Thaïlande : près de 212 km2.

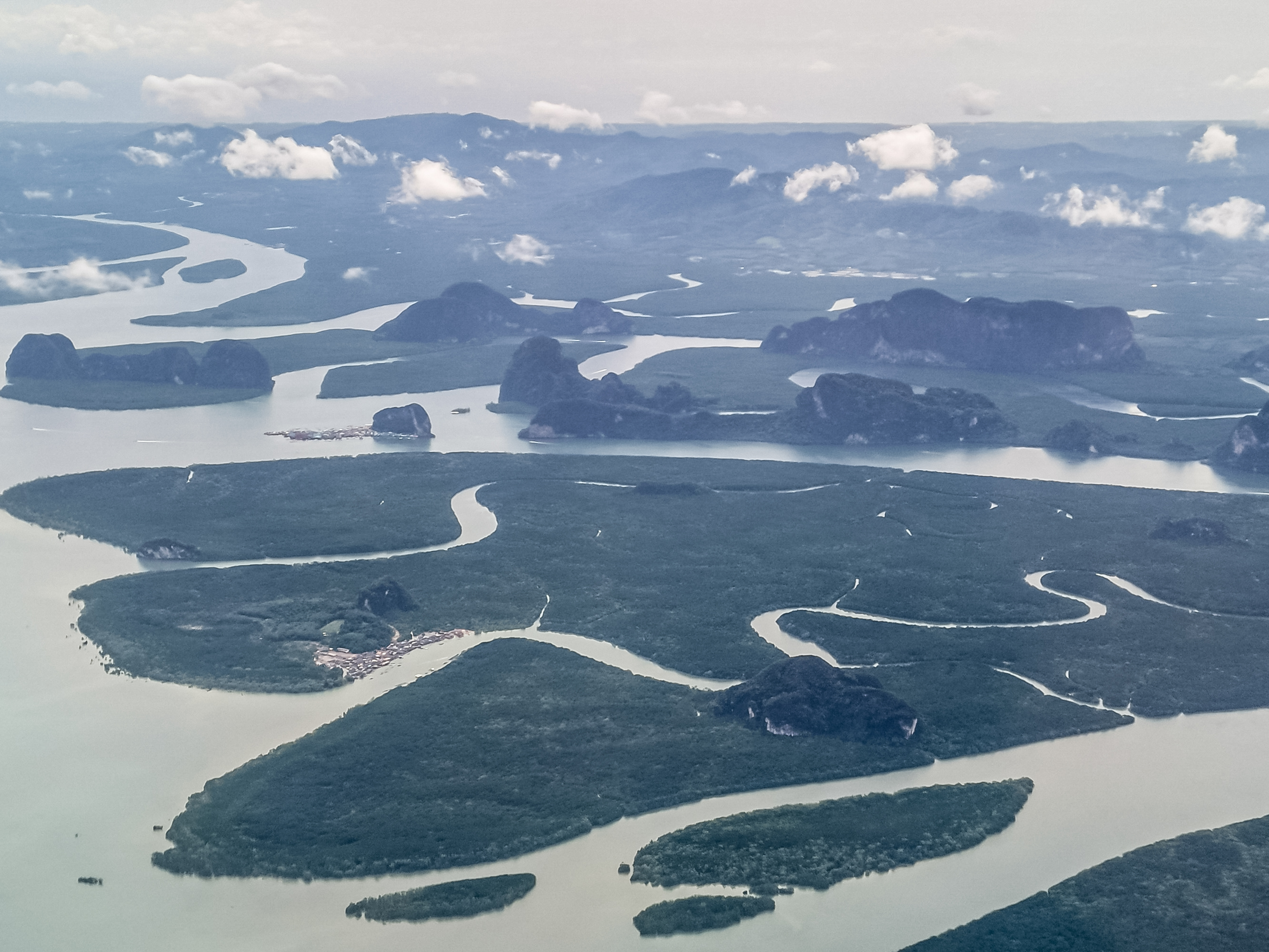
Forêt de mangrove

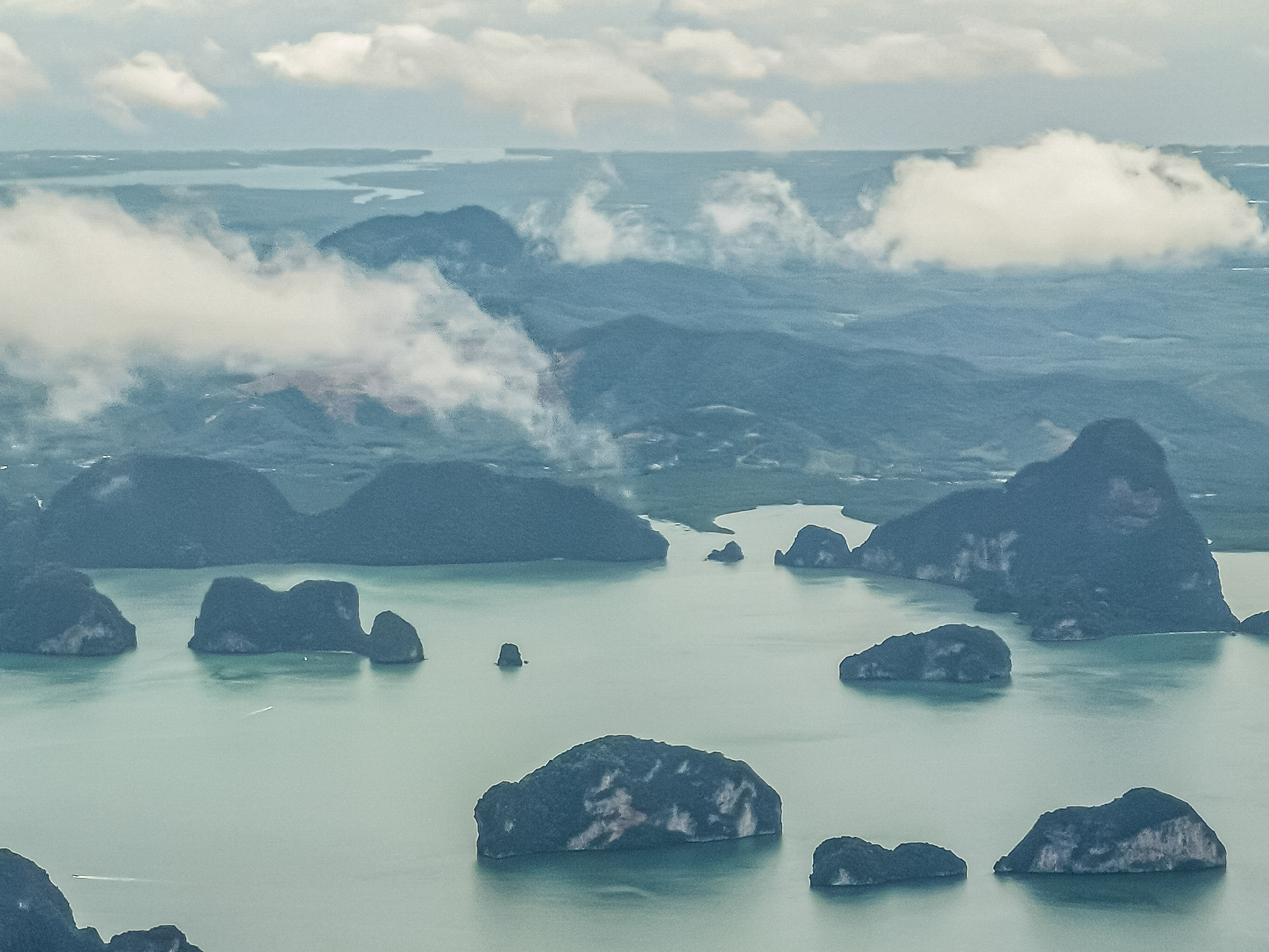
Petites îles et îlots calcaires

Il abrite aussi 42 petites îles et îlots ayant fréquemment des falaises calcaires impressionnantes et les eaux de la baie sont peu profondes : profondeur de 1 à 4 mètres à laquelle s'ajoute 1 à 3 mètres de fluctuation due aux marées ; l'île la plus célèbre de la   baie de Phang Nga est l'île de James Bond Khao Phing Kan ; on peut aussi citer les îles Panyi et Hong, Raya Ring, Phanak, Boi noi et Lawa Yai...

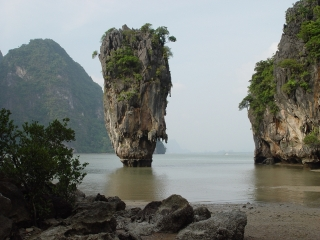
Khao Phing Kan et Ko Tapu appelées James Bond Island

## Climat
Dans le parc national d'Ao Phang Nga, la température varie de 23 °C pendant la saison froide à 32 °C pendant la saison chaude ; la température moyenne est de 28 °C. 
Il pleut en moyenne 3560 mm d'eau par an (pluviométrie mesurée sur la période de 1961 à 1990) et il y a 189 jours de pluie par an. On mesure aussi en moyenne dans l'air 83 % d'humidité relative.
La température de l'eau de la mer d'Andaman est comprise entre 27 °C et 31 °C.
Comme tout le sud de la Thaïlande, ce parc national est marqué par les moussons du nord-est et du sud-ouest.
De mai à octobre, c'est la saison des pluies avec la mousson du sud-ouest : pluies et vents forts s'abattent sur la mer d'Andaman.
De décembre à mars, il y a peu de pluie. Mars et avril sont les mois les plus chauds : c'est la saison chaude. La mer d'Andaman est alors calme et l'eau est claire.

## Faune et flore

### Faune
Il y a :

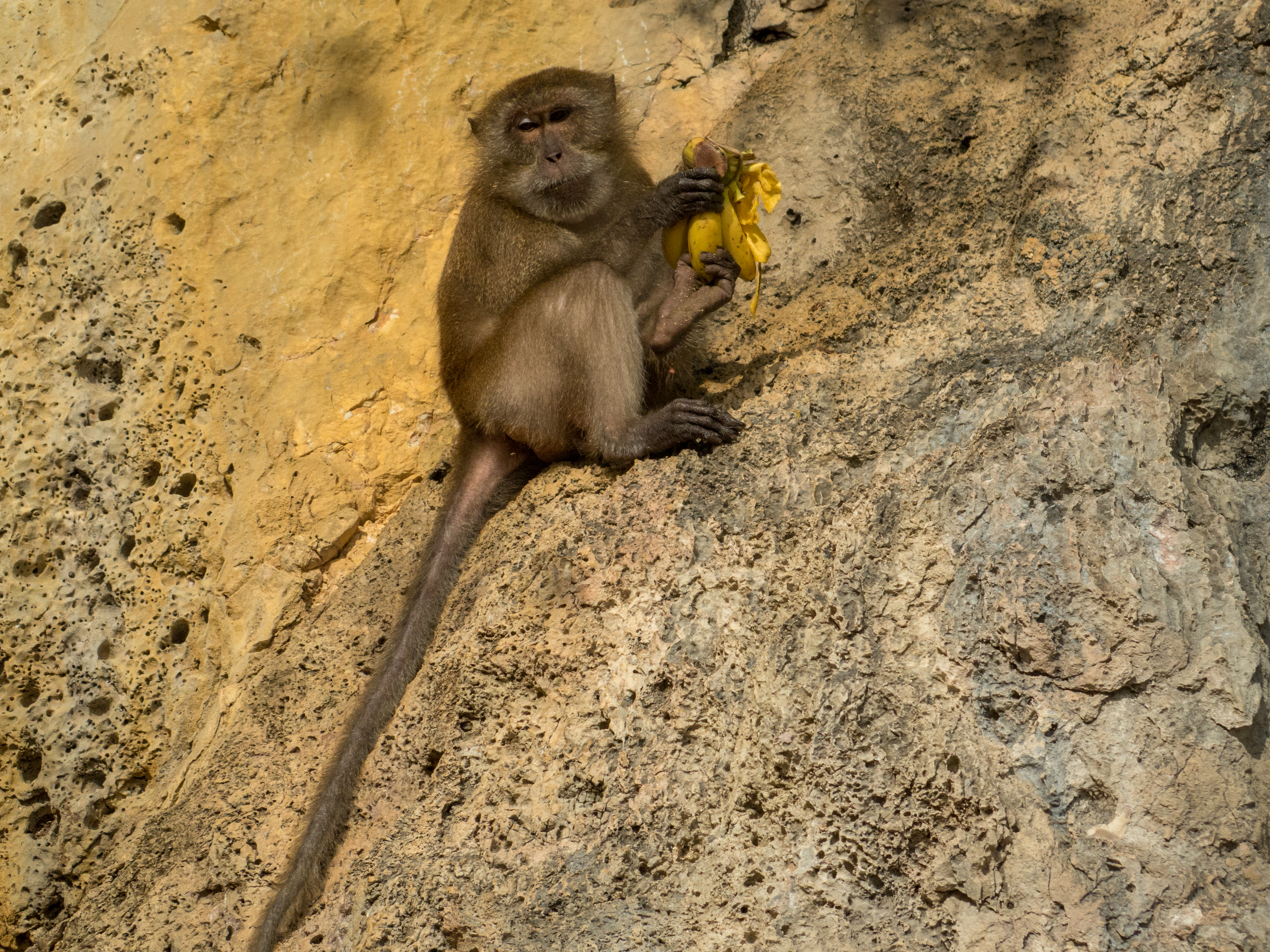
Macaque à longue queue (macaque crabier)

- au moins 27 espèces de mammifères dont des mammifères terrestres tels le semnopithèque obscur, le macaque crabier, la loutre à pelage lisse, le grand gymnure, le toupaille commun, l'écureuil callosciurus caniceps et l'écureuil des palmiers menetes berdmorei, le rat noir ... ainsi que des mammifères marins tels le dugong et le marsouin noir ... ;Balade à dos d'éléphant

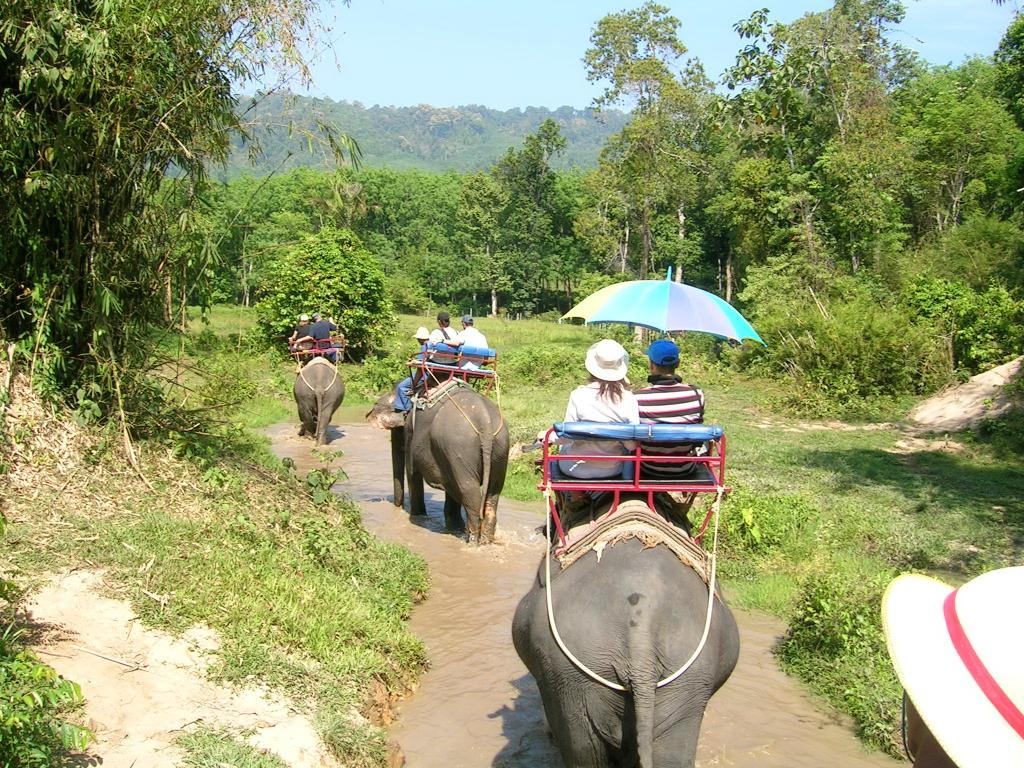
Balade à dos d'éléphant

- au moins 120 espèces d'oiseaux dont le héron strié, l'aigrette sacrée (ou héron des palétuviers) et l'aigrette garzette ; le pluvier de Péron et le bécassin d'Asie ; le milan sacré et la pygargue blagre ; le calao pie ; la salangane à nid blanc ; de nombreux martins-pêcheurs dont le martin-pêcheur d'Europe ; des oiseaux passereaux loriot à gorge noire[7]...

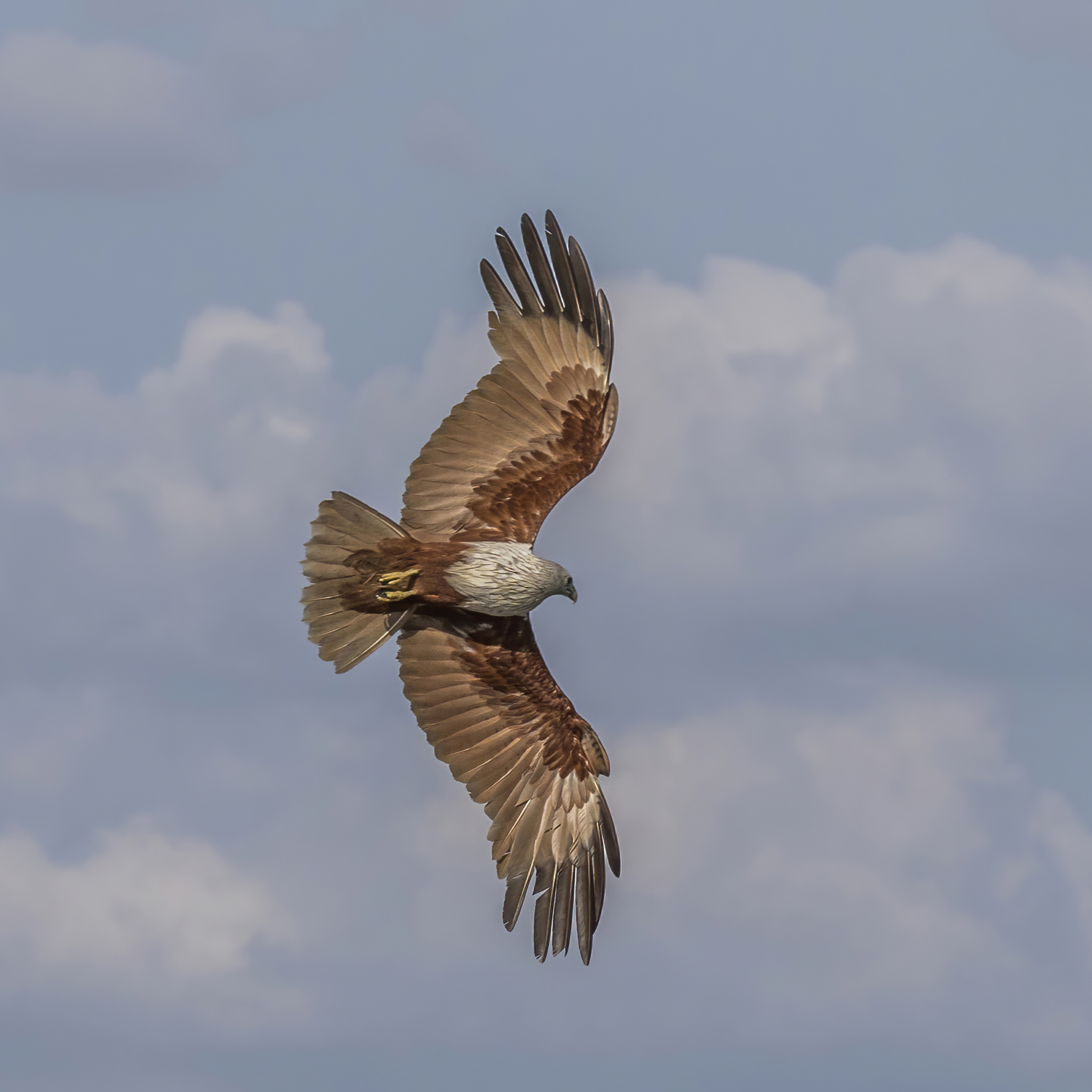
Milan sacré

- près de 26 espèces de reptiles dont le varan du Bengale et le varan malais, le scinque doré et le serpent pseudoxenodon macrops ... ;
- 4 espèces de grenouilles : la grenouille mangeuse de crabes fejervarya cancrivora, la grenouille fejervarya limnocharis et polypedates leucomystax ;

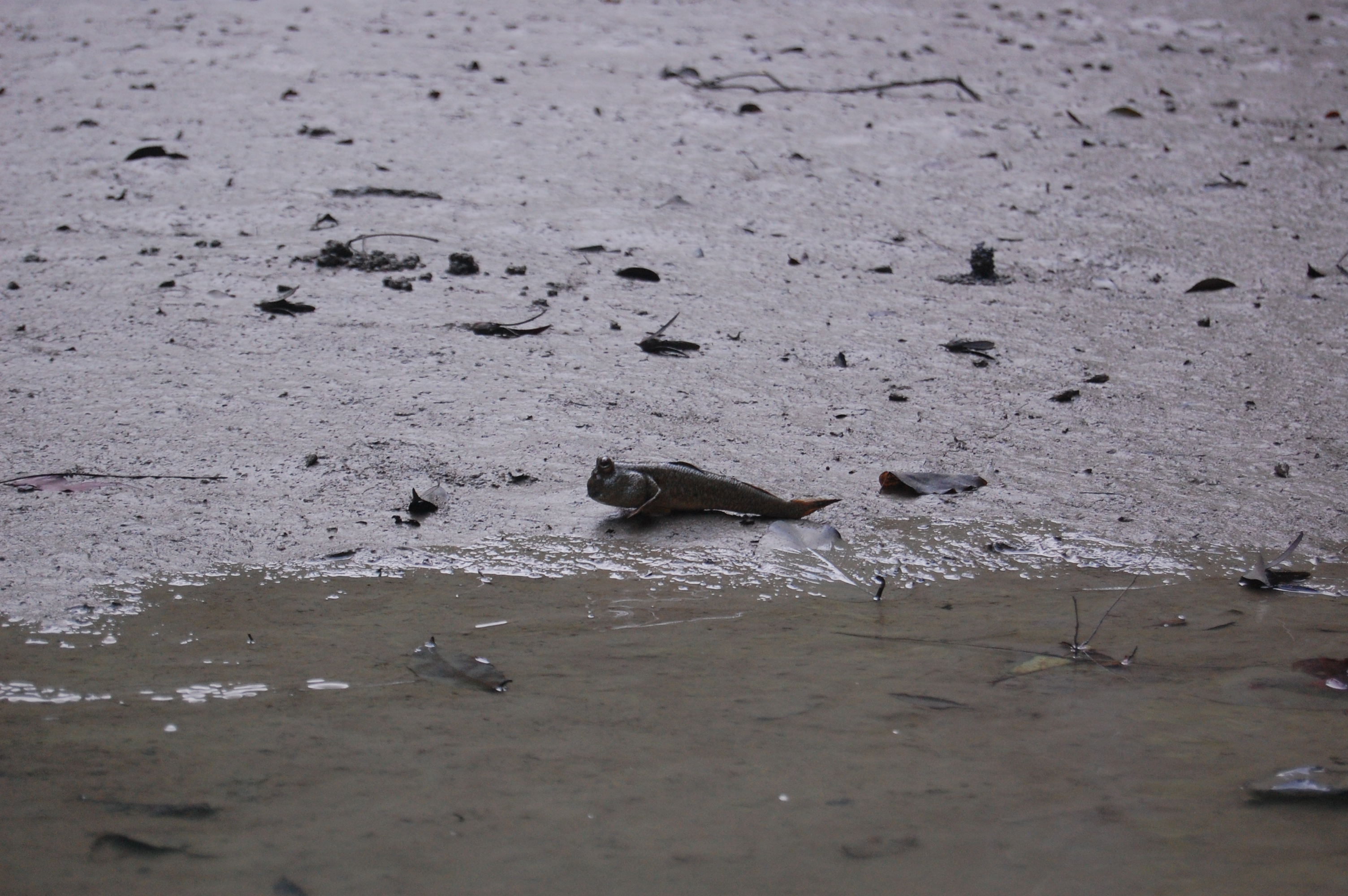
Poisson grenouille periophtalmus

- Poisson grenouille periophtalmusenviron 82 espèces de poissons dont le typique poisson grenouille des mangroves periophtalmus , des requins, des raies, des carangues, des anchois et aussi des mulets mugil, des "courbines" johnius, des mérous loutres ... ;
- ainsi que de nombreux autres animaux marins : coquillages, oursins, étoiles de mer, seiches, bernard-l'hermite, 15 espèces de crabes incluant des crabes de mangrove et des crabes violonistes, 14 espèces de crevettes ; et aussi de multiples coraux, anémones de mer, éponges et ascidies, etc.  - Faune d'Ao Phang Nga

Faune d'Ao Phang Nga
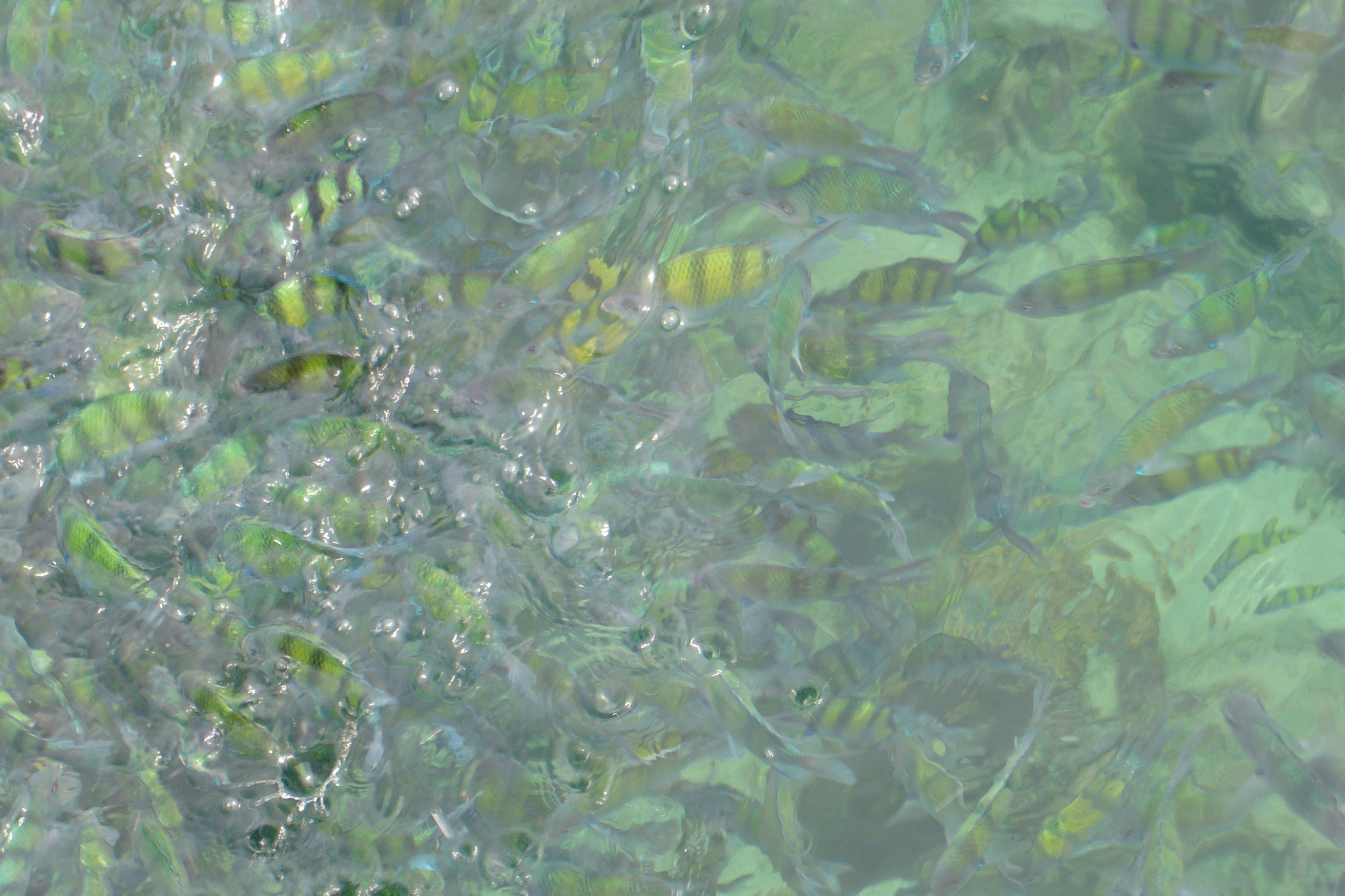
Poissons
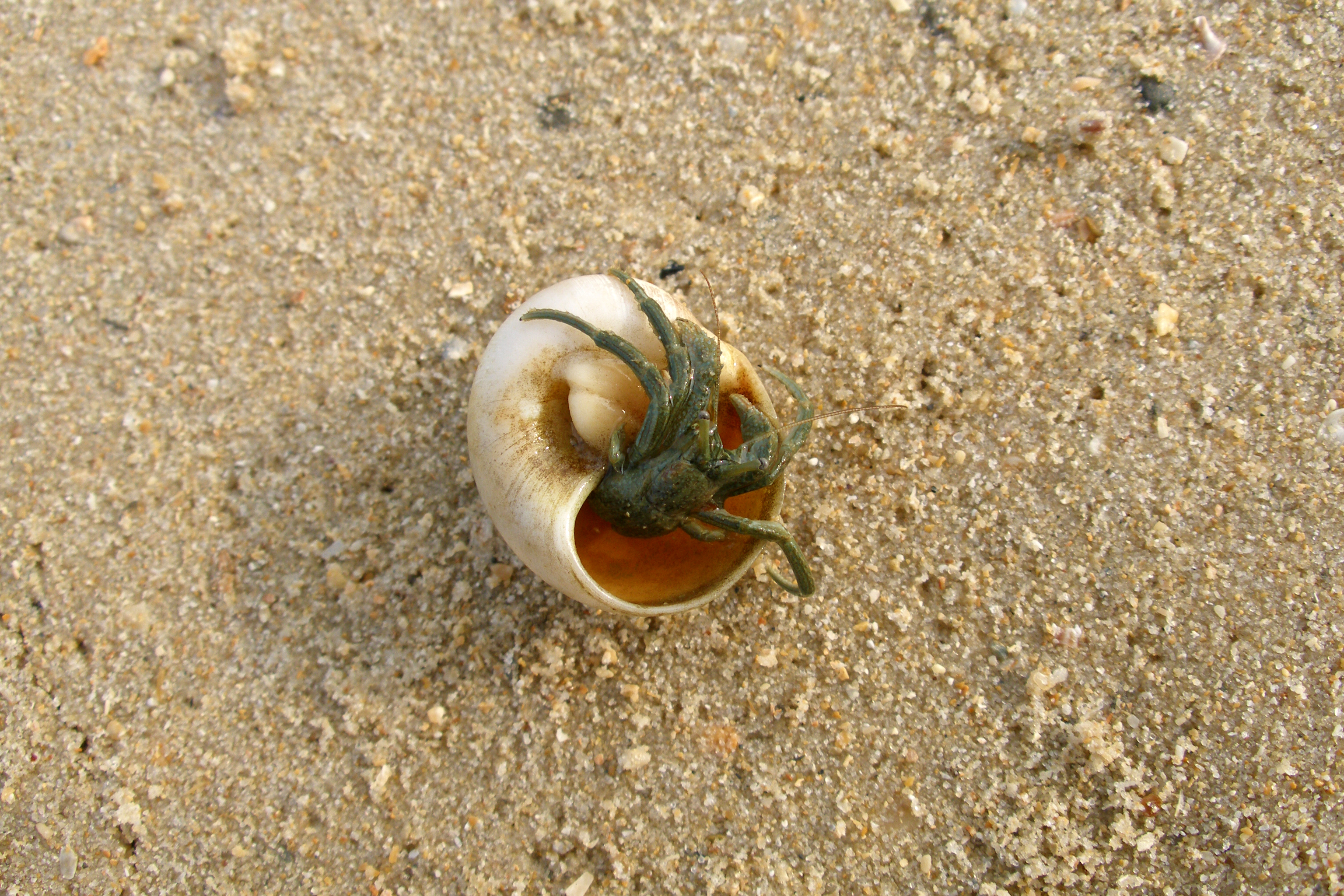
Bernard l'hermite dans un coquillage
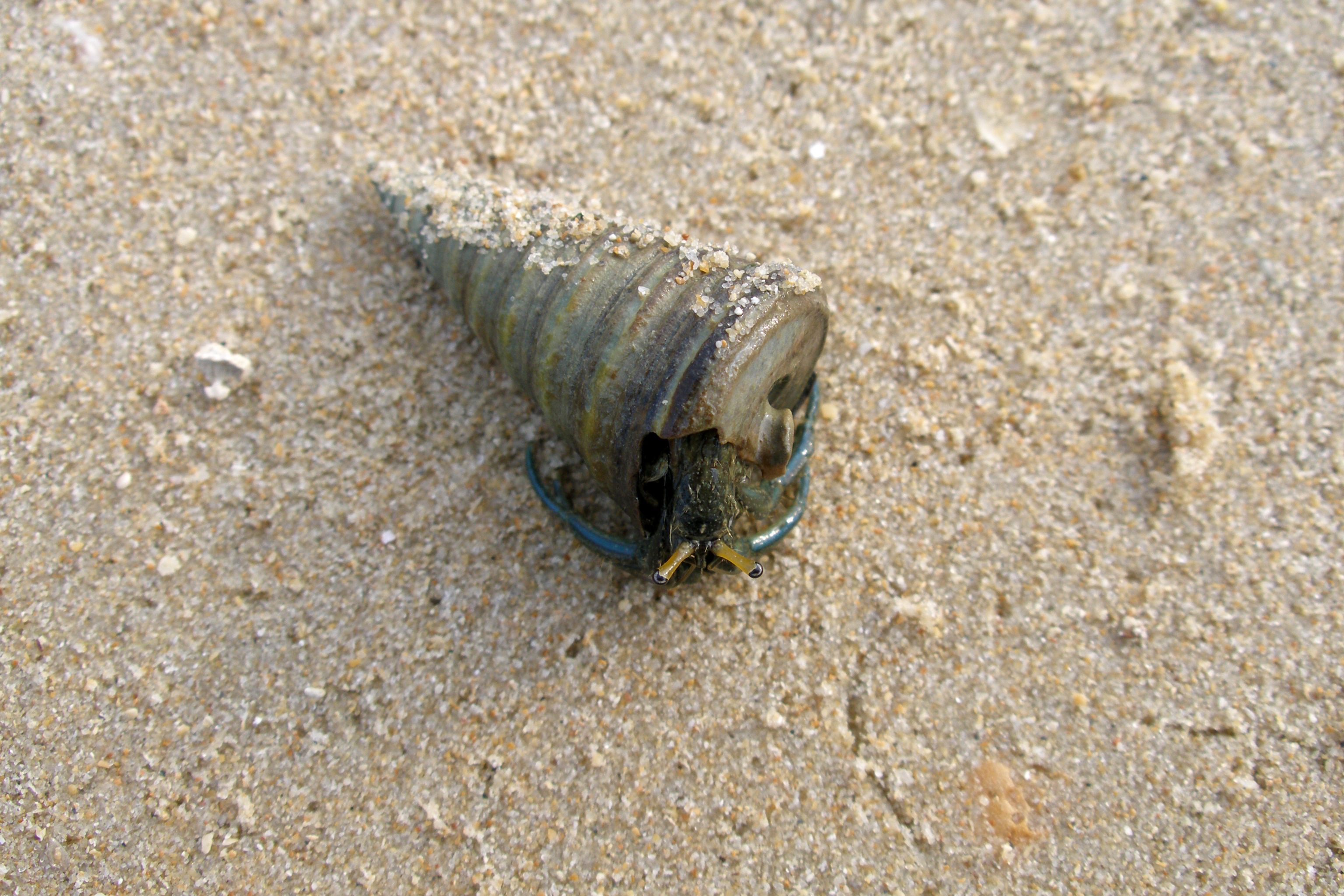
Bernard l'hermite dans un autre coquillage

  - Poissons
  - Bernard l'hermite dans un coquillage
  - Bernard l'hermite dans un autre coquillage

### Flore

#### Dans la mangrove

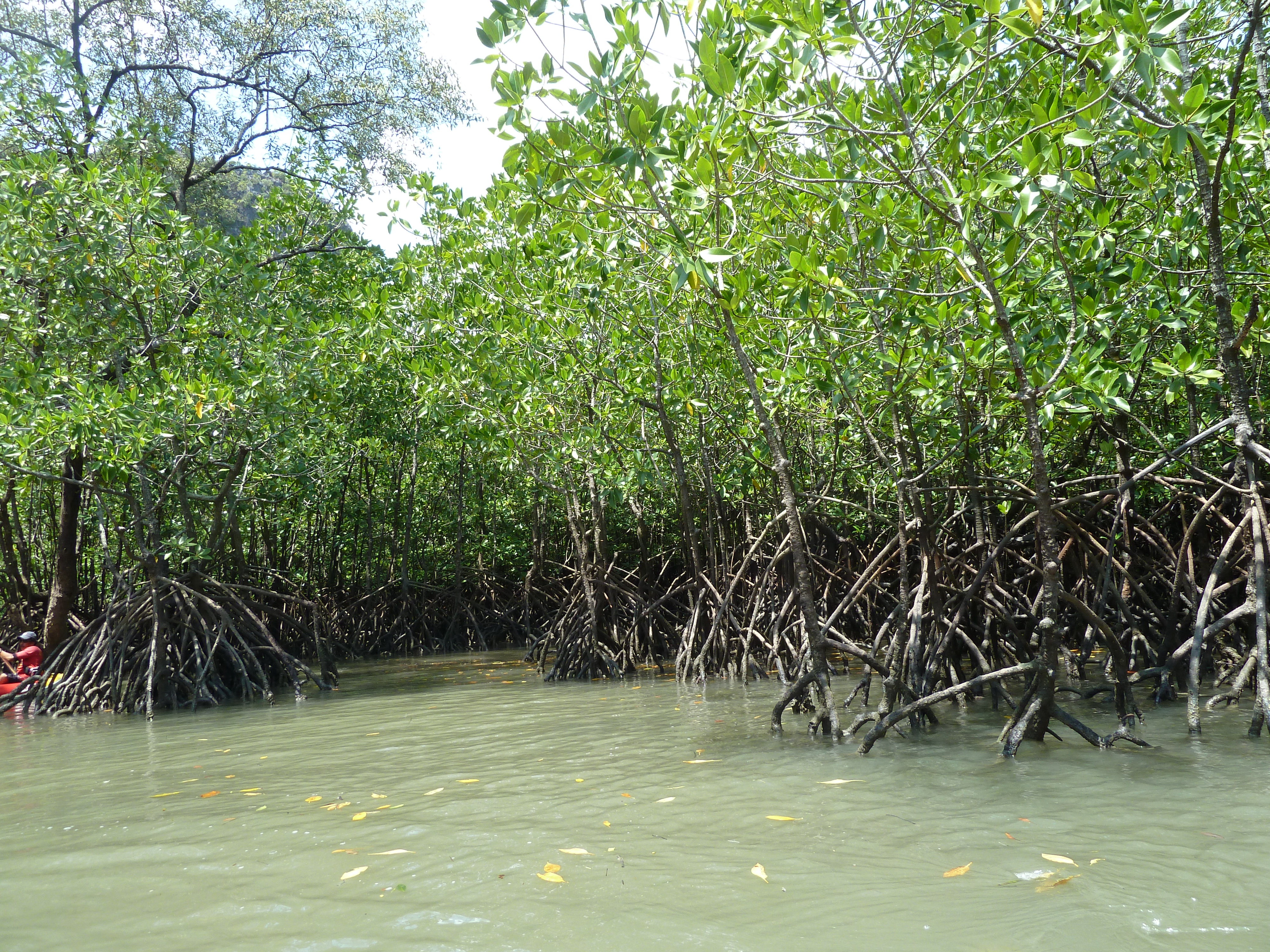
Palétuviers dans la mangrove

La mangrove est constituée d'arbres et d'arbustes palétuviers :
- en bord de mer, on trouve des palétuviers très résistants à la salinité : des sonneratia (sonneratia ovata...) et des avicennia (dont l'avicennia alba, l'avicennia officinalis et l'avicennia marina ...) ; ce sont les espèces pionnières car elles sont les premières à pousser dans la mangrove.
- Se développent ensuite en arrière des rhizophora( rhizophora apiculata, rhizophora mucronata ...) ; ces espèces de palétuviers forment une barrière de racines souvent pratiquement impénétrable où pullulent des nuées d'insectes incluant des moustiques voraces mais aussi parfois de magnifiques lucioles bioluminescentes.
- et encore plus en arrière et jusqu'à la terre ferme poussent des palétuviers bruguiera ( bruguiera cylindrica, bruguiera gymnorhiza et bruguiera parviflora ...)[8] ainsi que le palmier Nypa fruticans le long des cours d'eau boueux[9].

On peut y voir aussi des étonnants "arbres à boulets de canon de la mangrove" xylocarpus granatum et des palétuviers ceriops.

#### Dans la forêt tropicale des plaines et des vallées à l'intérieur des terres et dans les îles

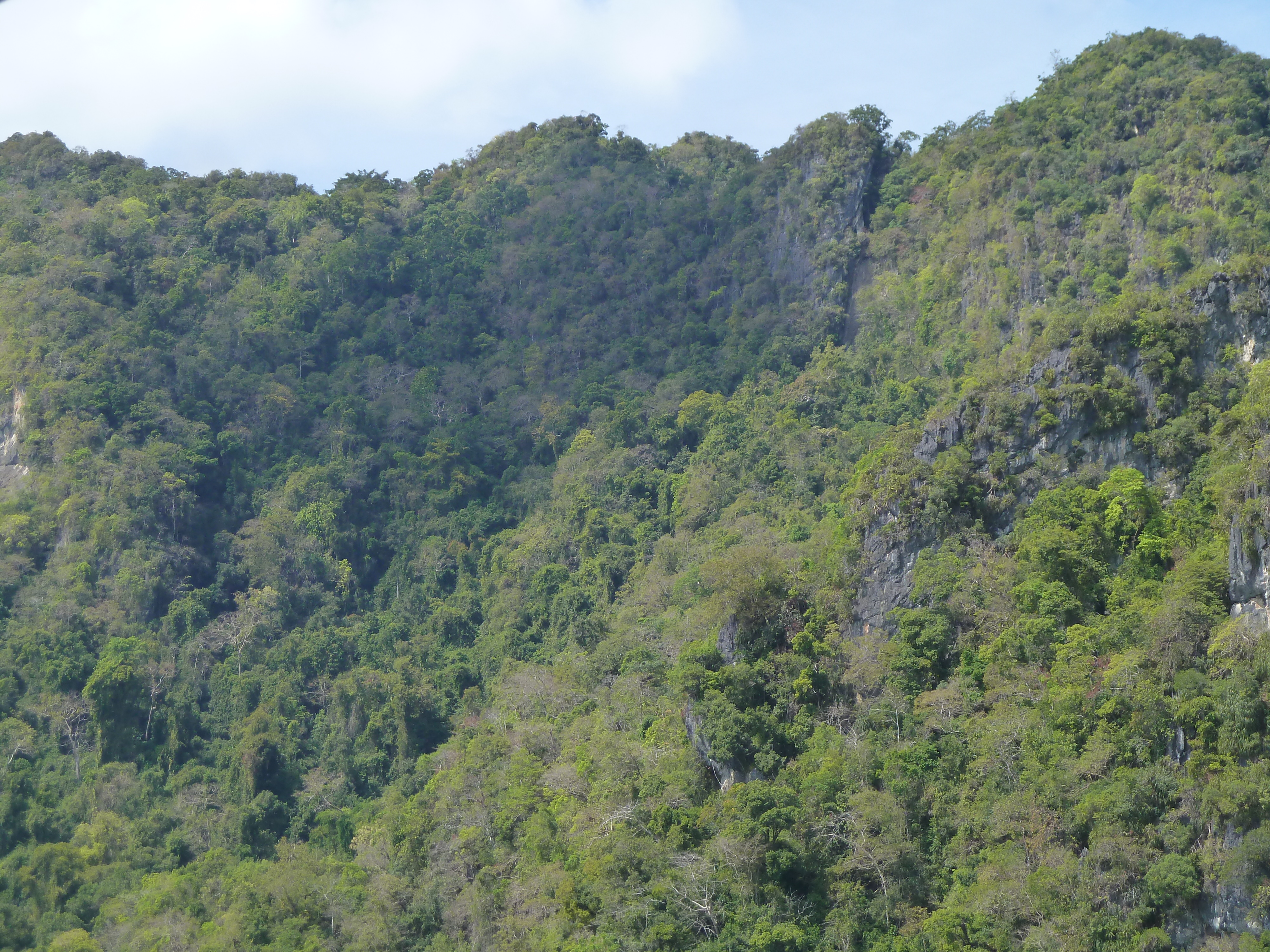
Forêt tropicale humide

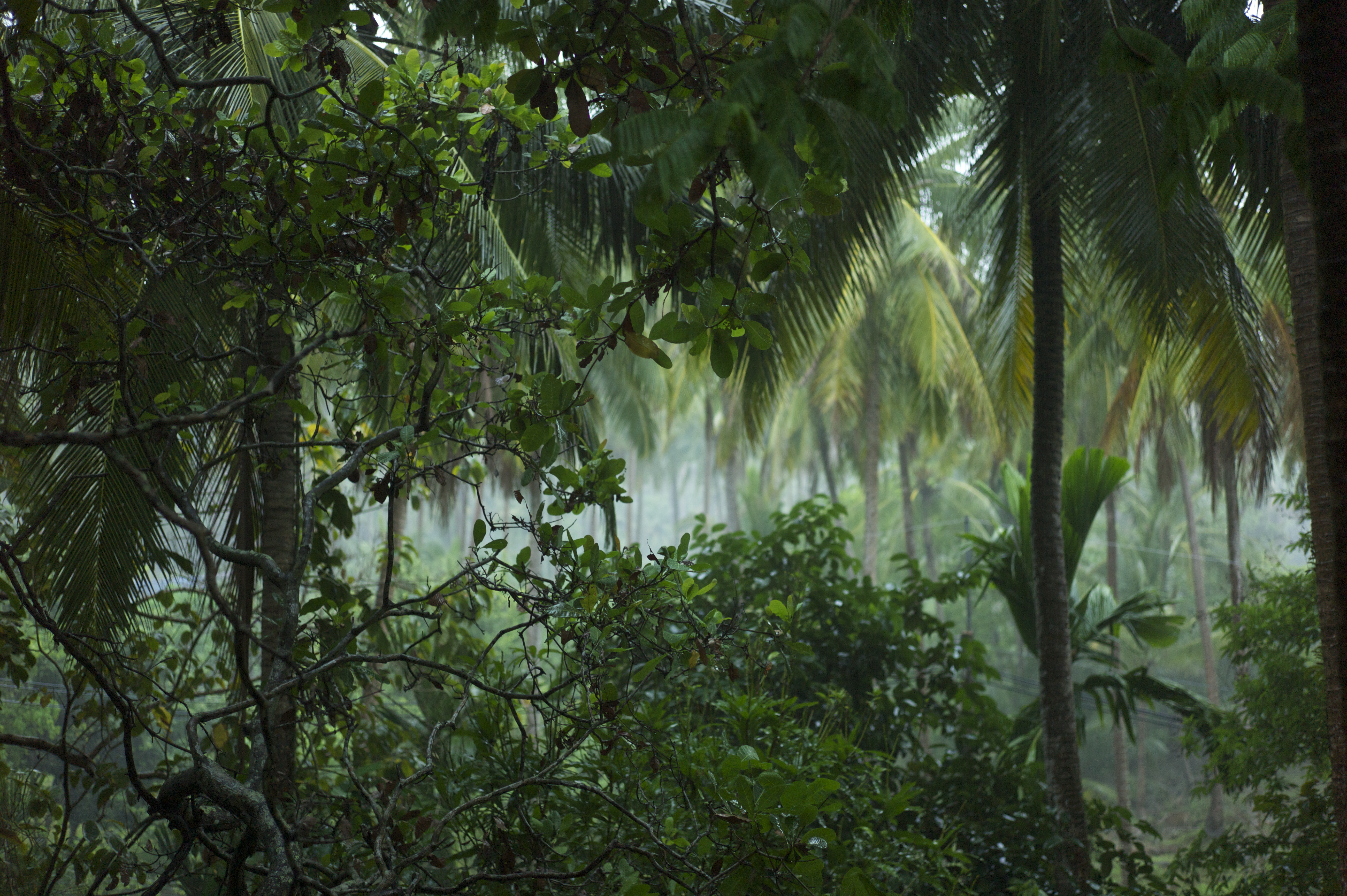
Forêt tropicale humide, île de Ko Yao Noi

Il y a dans la forêt tropicale humide: 
- de nombreux arbres dipterocarpacés hopea ferrea et shorea dont le shorea grattissima ..., des arbres à haricots parkia timoriana, des acacias à cachou, des pterocarpus indicus, des artocarpus lacucha (ou artocarpus lakoocha), des garcinia cowa, des morinda coreia et des arbustes dartriers;
- des palmiers queue de poisson de Birmanie caryota mitis ;
- des plantes arborescentes cycas et des pandanus dont le pandanus monotheca;
- des bambous épineux ...

On peut voir aussi des plantes à fleurs zingiber dont du gingembre; des plantes herbacées vivaces dont des leucocasia gigantea (ou baquois); des plantes herbacées ou ligneuses euphorbes ; des orchidées ; des plantes aquatiques hygrophila et des herbes marines halodule etc.

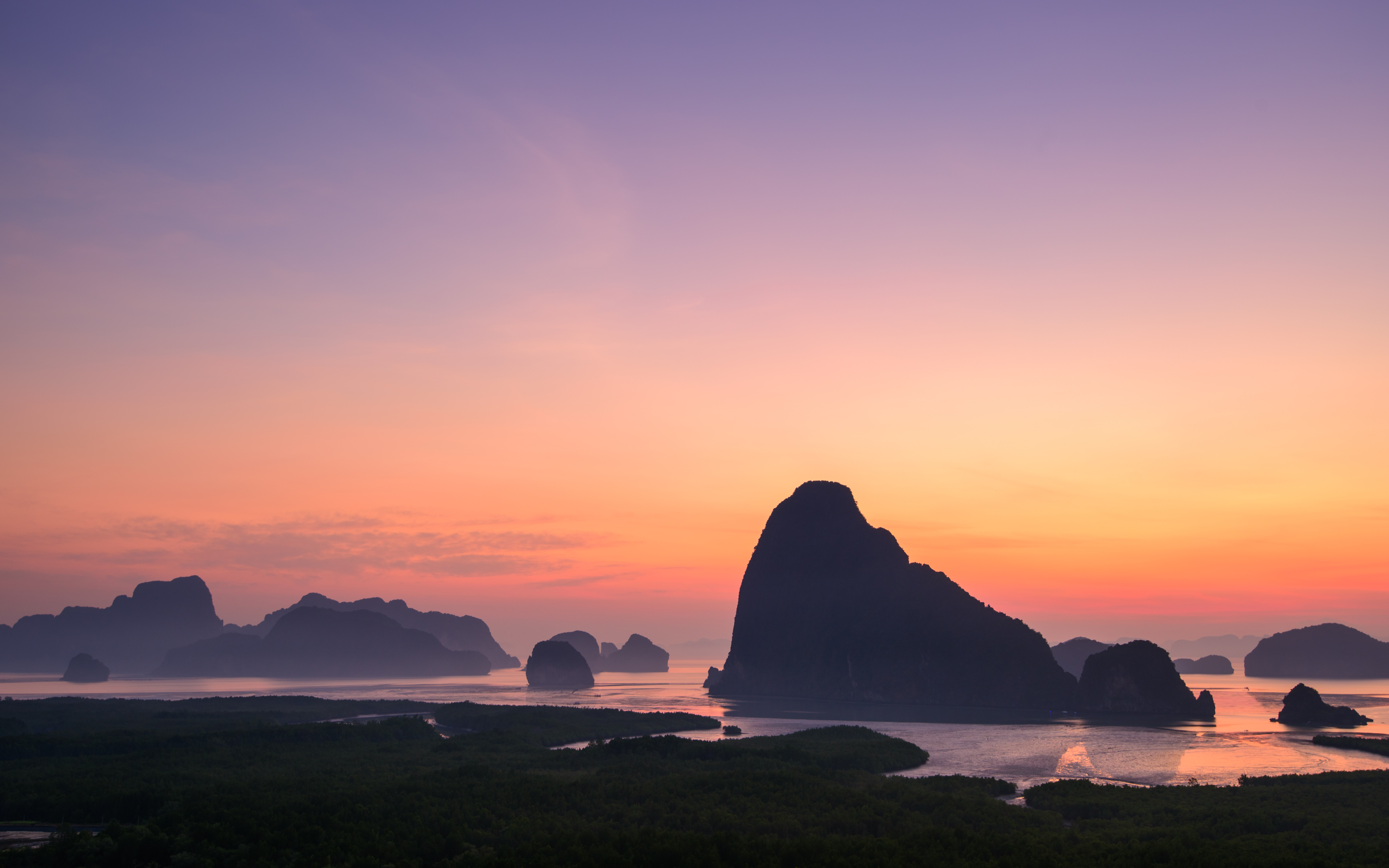
Lever de soleil sur le parc national.